# Gunzenhausen
Gunzenhausen là một thị xã ở huyện Weißenburg-Gunzenhausen, bang Bayern, Đức. Đô thị này tọa lạc bên sông Altmühl, 19 km về phía tây bắc của Weißenburg in Bayern, và 45 km về phía tây nam của Nuremberg.

## Thành phố kết nghĩa
- - Frankenmuth, Michigan Hoa Kỳ